# Mennonisme
Le mennonisme, parfois nommé mennonitisme, est un mouvement chrétien anabaptiste évangélique issu de la Réforme radicale. Le nom provient de l’appellation populaire par laquelle les Néerlandais désignaient les anabaptistes au XVIe siècle, du nom de l'un de leurs dirigeants célèbres, le Néerlandais Menno Simons. Les Églises appartenant au mouvement sont appelées Églises mennonites. Une grande partie de ses membres sont rassemblés dans la Conférence mennonite mondiale.

## Histoire

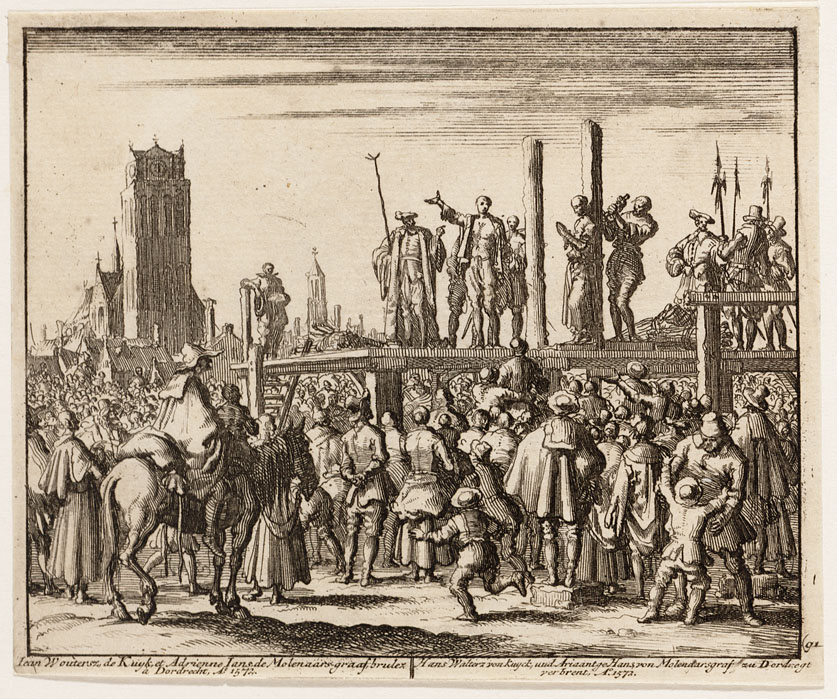
Exécution des mennonites Jan Woutersz van Cuyck et Adriaanken Jans à Dordrecht en 1572. (Gravure de Jan Luyken pour l'édition de 1685 du Miroir des martyrs).

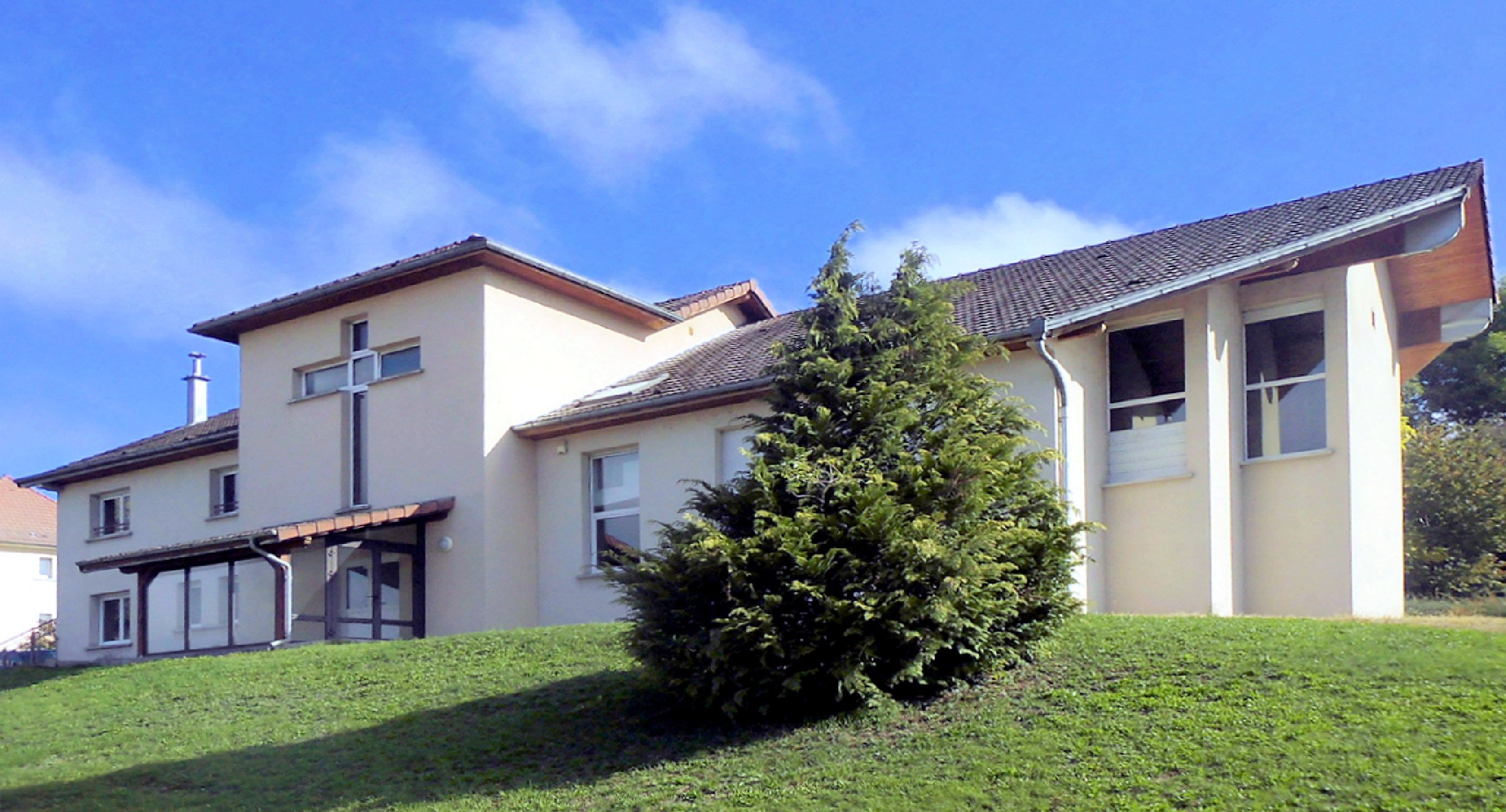
Église évangélique mennonite à Altkirch, membre de l’Association des églises évangéliques mennonites de France.

Le mouvement puise ses origines dans un groupe d’anabaptistes des Pays-Bas ,. En 1537, Menno Simons, un ancien prêtre catholique de la Frise, est ordonné ancien par l’ancien Obbe Philips et devient dirigeant de la communauté.
En 1540, la publication de Fondation de la doctrine chrétienne, un livre théologique sur les croyances et pratiques anabaptistes, par Menno Simons aux Pays-Bas a donné naissance au mennonitisme. Au départ, les membres de cette communauté s'appellent « ménnistes ». Cette publication et d'autres ont contribué à la formation du mennonitisme, dont certaines doctrines inspireront plus tard aussi le christianisme évangélique.
En 1544, le terme « mennonite » est employé pour la première fois par un pasteur et servira à désigner les anabaptistes des Pays-Bas.
En 1693, Jakob Amman, un leader anabaptiste conservateur venu de Berne, se trouve en divergence théologique avec les mennonites de la région de Sainte-Marie-aux-Mines, en Alsace, qui trouvent des accommodements avec la société locale. Il déclenche le schisme qui va conduire à créer le mouvement amish.

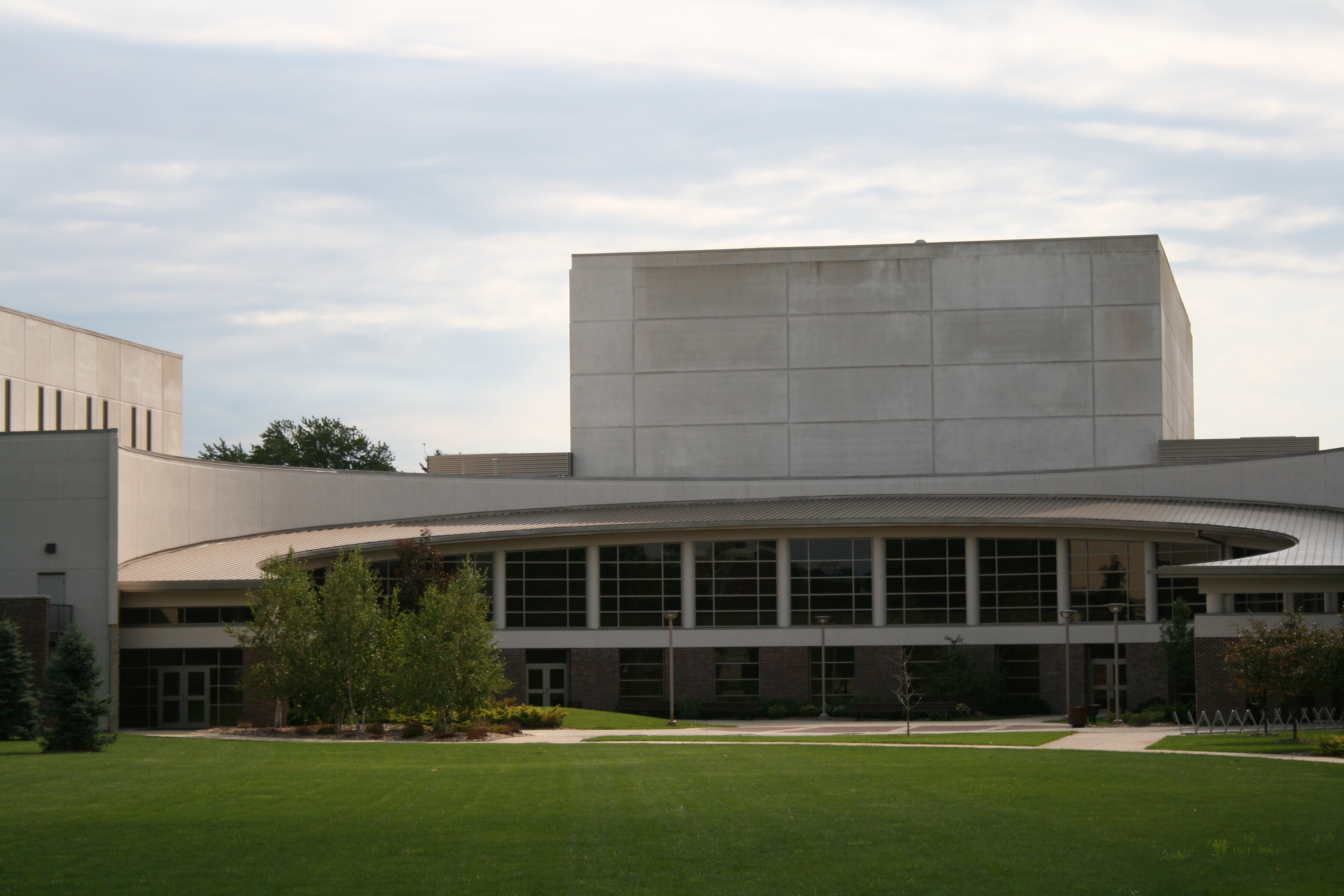
Centre de musique du Goshen College à Goshen (Indiana), membre de l’Église mennonite des États-Unis.

Au XXe siècle, les mennonites sont mis à l'épreuve pour leur pacifisme, cherchant à respecter la doctrine de la non-résistance (refus d'utiliser la force contre tout être humain, par amour du prochain). Face à la généralisation de la conscription et des guerres mondiales, de nombreux mennonites ont demandé de manière insistante à être exemptés, au lieu de devoir fuir le pays comme par le passé, en faisant pression sur les autorités politiques pour obtenir le droit de faire des services civils.
La Conférence mennonite mondiale est fondée lors de la première Conférence mennonite mondiale à Bâle, en Suisse, en 1925 pour célébrer les 400 ans de l'anabaptisme.

## Croyances
Les croyances du mouvement sont celles de l'Église de professants. Il s'y ajoute d'autres croyances spécifiques, comme le refus de l'usage d'armes contre les humains, et donc du service militaire.
Une minorité fondamentaliste refuse également le progrès technologique et la modernité.

## Sexualité
La majorité des confessions mennonites ont une position conservatrice sur l'homosexualité.
Le Brethren Mennonite Council for LGBT Interests a été fondé en 1976 aux États-Unis et compte des églises membres de différentes confessions aux États-Unis et au Canada.
La Mennonite Church Canada laisse le choix à chaque église pour le mariage des personnes de même sexe.
La Mennonite Church in the Netherlands et la Mennonite Church USA permettent le mariage des personnes de même sexe,.

## Statistiques
Selon un recensement de la Conférence mennonite mondiale publié en 2022, elle aurait 109 confessions membres dans 59 pays, et 1,47 million de membres baptisés dans 10 300 églises. Les plus grandes confessions étaient en Éthiopie, au Congo-Kinshasa, aux États-Unis et en Inde.
Selon l'encyclopédie en ligne GAMEO, la population mennonite serait en 2003 de 1 297 721 membres, et en 2015 de 2 115 195 membres.

### Europe
En Europe, outre les Pays-Bas où ce mouvement est né, les mennonites sont nombreux dès le XVIe siècle à Metz ainsi qu'à Strasbourg. Un grand nombre de communautés étaient également présentes dans les Flandres. Celles-ci ont disparu du fait de la persécution, qui s'intensifie jusqu'au XVIIIe siècle. De nombreux mennonites émigrent à partir de cette période (et jusqu'au XIXe siècle) en Pologne et en Ukraine, où sont dispersées les assemblées, c'est-à-dire les communautés mennonites. Elles sont ainsi présentes en grand nombre dans le bassin de la Vistule (60 % de la Pologne et toute sa partie orientale). Les mennonites contrôlent alors la culture et le négoce du blé dans le delta de la Vistule, avec de gros volumes qu'ils expédient par le port de Dantzig. Dès 1765, certains ont émigré vers d'autres provinces du royaume de Prusse, surtout vers la Nouvelle-Marche, et dès 1764, Catherine II de Russie leur avait offert son aide, promettant une grande autonomie à condition de ne pas convertir à leur foi les paysans orthodoxes. Ils subissent des persécutions politiques et religieuses lorsque la région est reprise aux Polonais par les Prussiens en 1772 : c'est le premier partage de la Pologne. En s'emparant du nord-ouest de la Pologne, la Prusse l'a coupée de la mer et s'empare de plus de 80 % de la population et du commerce extérieur de la république des Deux Nations, ce qui va lui permettre la perception d'énormes droits de douane, accélérant la chute inévitable de la confédération polono-lituanienne. Pour décourager les mennonites et récupérer leurs terres, la Prusse prend des mesures contre eux, par exemple en 1774 quand elle leur interdit d'acheter des terres, sauf à un autre mennonite, ce qui met en difficulté tous ceux qui n'en ont pas encore. Ils doivent verser 5 000 thalers par an pour rester exemptés de service militaire et les enfants issus de mariages mixtes doivent obligatoirement prendre une religion non-mennonite.
L'Empire russe accueille à partir de 1789 des communautés mennonites venant de Prusse orientale qui sont installées dans les vallées de la Molotchna, du Dniepr et de la Volga nouvellement conquises aux Turcs, ou dans le Caucase en cours de conquête. Ils constituent le mouvement mennonite de Russie.
L’Association des églises évangéliques mennonites de France a ses origines dans deux organisations, l’Association des églises mennonites de France, fondée en 1925, et les Églises mennonites de langue française, fondée en 1928, qui ont fusionné en 1980. Selon un recensement de l'association publié en 2020, elle aurait 31 églises et 2 100 membres.

### Amérique du Nord

#### États-Unis
En 1683, des émigrés allemands ont établi le premier établissement mennonite permanent en Amérique à Germantown, en Pennsylvanie, aux États-Unis.
Jean Holdeman et d’autres mennonites ont fondé l’Église de Dieu en Christ, mennonite dans l'Ohio en 1859.

#### Canada
Les premières communautés mennonites s'installent en 1776 dans le Haut-Canada, aujourd'hui l'Ontario ; originaires de pays germaniques en Europe, elles étaient perçues comme un groupe minoritaire original par ses aspects religieux, linguistiques et ethniques. Des mennonites de Pennsylvanie s’établissent en Ontario entre 1786 et 1825. Un groupe de mennonites de Russie, issus de communautés allemandes de la Volga ou de Nouvelle-Russie, comme ceux des colonies mennonites du Terek, quitte la Russie entre 1874 et 1880 et émigre au Manitoba. En 1810, la Mennonite Conference of Ontario est fondée.
Pour le Canada, il est dénombré environ 200 000 mennonites, dont 20 000 habitent Winnipeg,. Certains groupes, comme le Vieil Ordre amish et le Vieil Ordre mennonite, restent fidèles à des traditions, et refusent d'utiliser les technologies de la modernité ; d'autres les acceptent, et s'intègrent à la société moderne.
En 2002, la General Conference Mennonite Church, la Mennonite Church et la Conference of Mennonites in Canada fusionnent pour devenir la Mennonite Church Canada. Selon un recensement de la Conférence mennonite mondiale publié en 2008, elle aurait 221 églises et 32 000 membres.

### Amérique latine

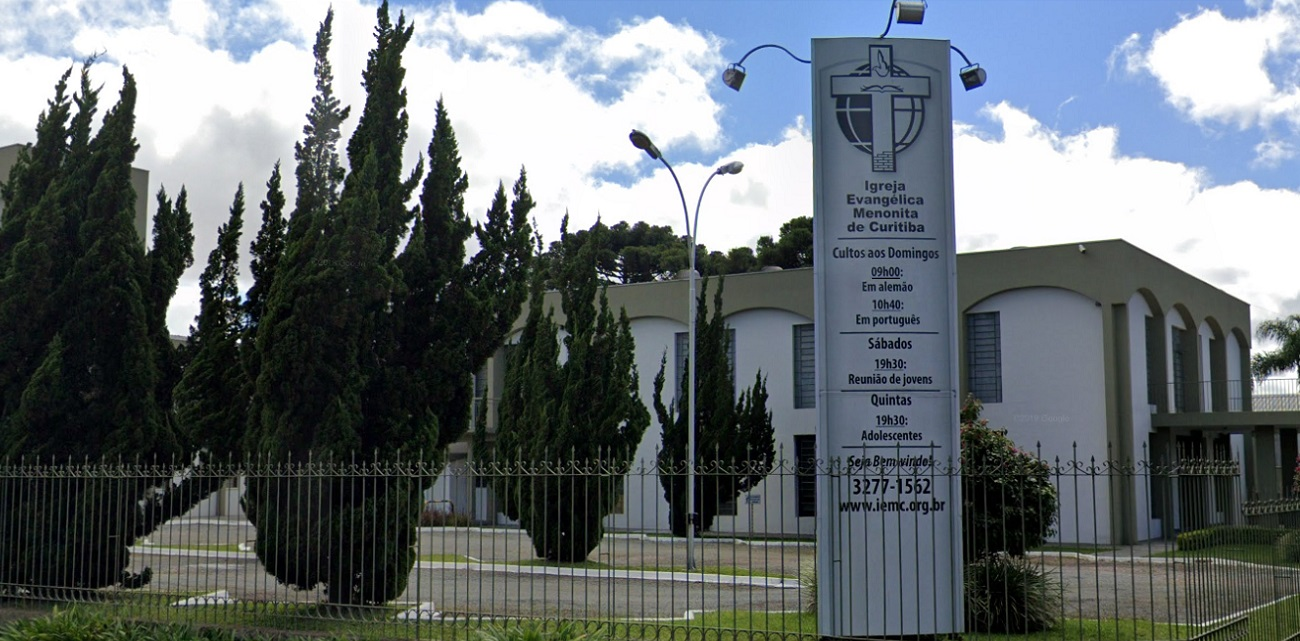
Igreja Evangélica Menonita de Curitiba, Convenção das Igrejas Evangélicas Irmãos Menonitas no Brasil.

Les principales communautés de mennonites en Amérique latine sont situées au Mexique, au Paraguay, en Bolivie et au Brésil.
La première colonie de la région est fondée en 1926 au Paraguay.
Dans les années 1930, plusieurs convois déportés en Sibérie orientale ont réussi à fuir par la Chine, et via le canal de Suez et la France, à rejoindre l'Amérique du Sud (Paraguay, Uruguay).
Des mennonites ont été appelés par le Paraguay à la suite de la guerre du Chaco, pour coloniser des terres à la frontière bolivienne, où ils sont plusieurs dizaines de milliers.
Ces communautés ne suivent pas exactement les mêmes coutumes que celles des mennonites mexicains puisqu'elles autorisent le baptême afin de pouvoir devenir pasteur de l'église commune. Ces communautés parlent le Plautdietsch.
En Bolivie, les mennonites se concentrent dans la région de Santa Cruz où, étant d'excellents agriculteurs, ils participent à mettre en valeur les terres fertiles du Gran Chaco.
Les mennonites considèrent comme qualités primordiales la sobriété et la tempérance, la non-violence et l'hospitalité. À mesure de leur croissance économique, une partie de ces communautés s'accommode de quelques progrès, de l'électricité à l'essence, notamment pour les travaux les plus durs.
- Mennonisme en Argentine, de Bolivie, du Mexique, de l'Uruguay
- Mennonites du Belize (en), du Costa Rica (es), du Paraguay (es), du Pérou (es)

## Controverses

### Abus sexuels
En 2015, un article du journal américain Mennonite Quarterly Review a mentionné que le taux d’abus sexuels chez les mennonites serait au moins égal aux statistiques de la population générale et il a critiqué les églises pour ne pas avoir répondu efficacement aux signalements d'abus sexuels des dirigeants, en ne donnant pas assez de soutien aux besoins des victimes. En 2015, la Mennonite Church USA a adopté et publié une politique en matière d'inconduite sexuelle afin d'empêcher les abus.

### Collaboration avec le nazisme
En 2015, la Société historique mennonite d’Allemagne a reconnu que certains membres de communautés mennonites avaient soutenu l'idéologie nazie jusqu’à la fin de la Seconde Guerre mondiale en 1945, majoritairement des migrants allemands du Paraguay qui avaient reçu un appui humanitaire du gouvernement allemand. Les nazis voyaient chez les mennonites l'excellence de la race aryenne dans toute sa pureté du fait de leur endogamie, un certain nombre de mennonites a ainsi rejoint les escadrons du Troisième Reich et participé à des crimes de guerre. De même, après la Seconde Guerre mondiale, des communautés mennonites en Amérique Latine ont pu servir de refuges pour des criminels nazis. En 2021, l'organisation humanitaire Mennonite Central Committee a demandé une analyse académique approfondie du sujet à des historiens, afin de reconnaître officiellement les torts des membres de la communauté mennonite et être en mesure de dialoguer avec les communautés juives.

### Filmographie
- Le Pays des hommes modestes, documentaire de Benoît d'Humières et Philippe Coudrin, 2002 Hibou Production
- Lumière silencieuse écrit et réalisé par Carlos Reygadas, sorti en 2007.
- The Dirty Ones, court-métrage de Harmony Korine, 2009
- Women Talking, réalisé par Sarah Polley, 2022